# Mathieu Burgaudeau
Mathieu Burgaudeau, nascido em 17 de novembro de 1998 em Noirmoutier-en-l'Île, é um corredor Ciclista francês, membro da equipa Direct Énergie.

## Biografia

### Corrida aficionada
Mathieu Burgaudeau descobre o ciclismo durante saídas de BTT ao domingo, com seu pai. Após ter participado num triatlo por equipas com amigos, toma a sua primeira licença em final de ano 2012, ao Saint-Jean-de-Monts Vendée Cyclisme. Participa nas suas primeiras competições no mês de setembro, primeiramente em ciclocross. No ano seguinte, passa à estrada e impõe-se desde a sua segunda corrida, para a sua primeira temporada nos cadetes (menos de 17 anos).
Ao segundo semestre 2017, termina segundo dos Três dias de Cherbourg.
Em 2017, torna-se estagiário nas fileiras do Direct Énergie. e participou com esta na Tour de Ain de 2017. A 23 de julho de 2018, a equipa anuncia a sua chegada no pelotão profissional para a temporada de 2019

### Carreira profissional
Começa a sua carreira profissional na duas séries do Challenge de Mallorca de 2019. Ele ganha o seu primeiro lugar na Paris Troyes (17.º) a 17 de março. a 15 de junho, termina 8.º de uma etapa da Volta da Bélgica. Em agosto, está seleccionado para a equipa da França para participar na Tour de l'Avenir em companhia de Clément Champoussin, Simon Guglielmi, Aurélien Doleatto e Alan Boileau. Em final de temporada, termina 9.º do campeonato do mundo esperanças.
A sua equipa que enfrenta diferentes dificuldades e compete no campeonato da França de 2020 muito convencida, depois é retido para tomar parte na sua primeira Tour de France. É fugido sobretudo durante a quarta etapa.

## Palmarés
| - 2015 - 2. ª etapa da Tour de Loué-Brulon-Noyen - Troféu Sébaco : - Classificação geral - 1.ª etapa - 2.ª etapa da Volta do Cantão de Aurignac - 2.º da Volta do Cantão de Aurignac - 2.º do Prêmio de Saint-Lorent Juniores - 3.º da Tour de Tour de Loué-Brulon-Noyen - 2016 - 1.ª e 4.ª etapas da Tour de Valromey - 3.º dos Boucles du Sud Avesnois - 2017 - Manche-Atlantique - Tour du Lot-et-Garonne - Encrespas dingéennes - 2.º do Circuito do vale de Loire - 2.º da Tour de Mareuil-Verteillac-Ribérac - 2.º dos Três Dias de Cherbourg | - 2018 - Circuito de l'Essor - 2.º dos Boucles de l'Essor - 2.º de Manche-Atlantique - 2.º de Bordeaux-Saintes - 2.º do Circuito des Vignes - 3.º de Gante-Wevelgem Esperanças - 2019 - 9.º do Campeonato Mundial em Estrada Esperanças |

## Classificações mundiais
| Ano             | 2017   |
| UCI Europe Tour | 938.º. |